# جزایر نگگلا
جزایر نگگلا (انگلیسی: Nggela Islands)، جزایر فلوریدا جزایر کوچکی هستند که در استان مرکزی (جزایر سلیمان) در کشور مستقل جزایر سلیمان در اقیانوس آرام واقع شده‌اند.